# Усман Насыр
Усман Насыр (узб. Usmon Nosir, 1912, Наманган— 9 марта 1944) — узбекский поэт, переводчик, драматург.

## Биография
Родился в 1912 году в г. Намангане, потом жил в Коканде.
В 1920-е годы учился в  начальной школе, в новометодном интернате, затем в педагогической академии в Самарканде.
Первые шаги в литературе начались в 1929 году. В начале 1930-х годов прославился как поэт: в 1932 году вышел его первый поэтический сборник «Беседа с солнцем», в 1933 — две книги — «Мобилизованные строки» и «Страна тракторов», в 1935 году — «Сердце», в 1936 году — «Моя любовь». В 1931 году было написано его первое драматургическое произведение — пьеса «Назирджан Халилов». Через год появились пьесы «Зафар», «Победа» и «Враг», в 1934 году — пьеса «Атлас».  Благодаря переводческим навыкам Усмана Насыра узбекский читатель смог ознакомиться с произведением А.С.Пушкина "Бахчисарайский фонтан" и М.Ю.Лермонтова "Демон" на узбекском языке. 27 января 1937 года литературная общественность республики Узбекистан широко отметила 10-летний юбилей творчества Усмана Насыра. Но через полгода собрание Союза писателей  исключило его из рядов писателей.
13 июля 1937 года поэт был арестован, осужден по 58-й статье и помещён сначала в Златоустскую тюрьму, а затем — в лагеря Владивостока и Магадана. В 1943 году он оказался в лагерях Мариинского района Кемеровской области.
20 августа 1940 года из Магадана Усман Насыр отправил на имя Иосифа Сталина заявление, в котором просил пересмотреть его «дело». Это заявление было рассмотрено Иосифом Сталиным, Лаврентием Берией и завизировано ими. Глава Узбекистана получил распоряжение пересмотреть «дело» Насырова Усмана. К концу 1944 года была создана комиссия, которая признала Усмана Насыра невиновным и реабилитировала его. Но до реабилитации поэт не дожил: он скончался 9 марта 1944 года, а 15 марта был похоронен на кладбище села Суслово (ныне село Первомайское) жителем Кемеровской области А. М. Сиротой.
Ежегодно в городе Кемерово Кемеровской области проводятся литературные чтения, посвященные памяти поэта, там находится музей Усмана Насыра, где читаются стихи поэта, переведенные на русский язык поэтами Кузбасса и изданные сборниками в Кемеровском издательстве. Молодой поэт оставил после себя богатое наследие, пусть и небольшое, но все же успел завоевать сердце народа.
В 2003 году в Узбекистане широко отметили 90-летие со дня рождения известного узбекского поэта и драматурга Усмана Насыра.
В 2023 году памятник Усману Насыру был установлен на территории мемориала жертвам Сиблага в Мариинске . Автор бронзовой скульптуры — академик Российской академии художеств Константин Зинич.